# Josef Lange

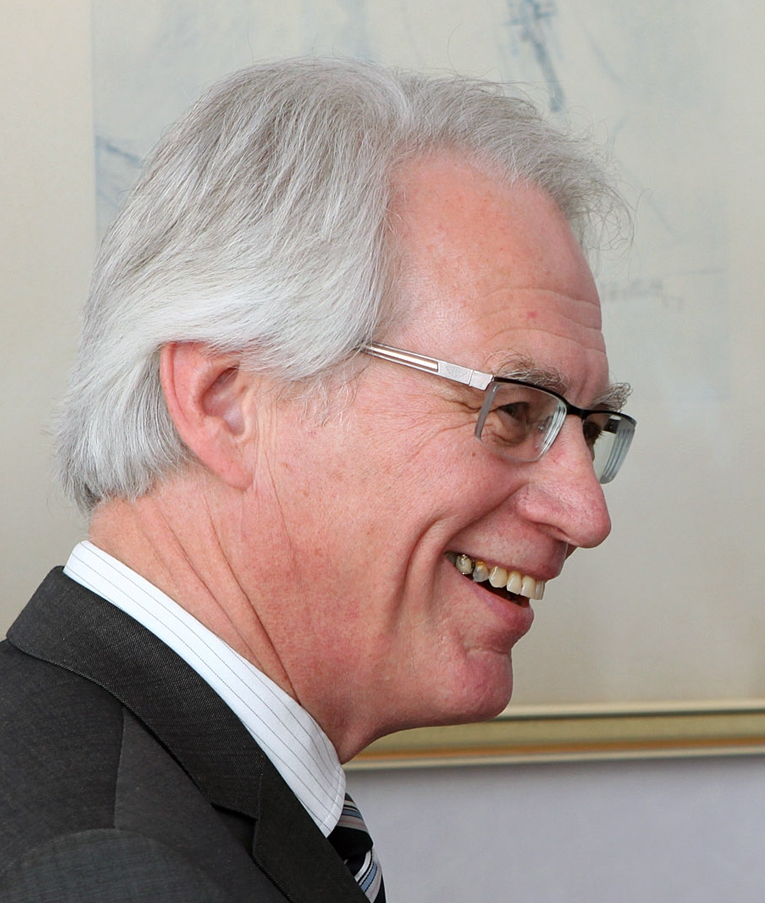
Josef Lange (2014)

Josef Lange (* 20. Februar 1948 in Vorhelm) war von 2003 bis 2013  Staatssekretär im Niedersächsischen Ministerium für Wissenschaft und Kultur.

## Leben
Nach dem Abitur 1966 am Städtischen Neusprachlichen Gymnasium Ahlen studierte Josef Lange Katholische Theologie, Geschichte, Politische Wissenschaft in Münster und Regensburg (1971 Diplomprüfung, 1974 Promotion zum Dr. phil.). Bereits während des Studiums engagierte er sich hochschulpolitisch und war unter anderem von 1972 bis 1974 Mitglied der Bayerischen Hochschulplanungskommission.
Von 1974 bis 1979 arbeitete Lange als Referent für Grundsatzfragen der Universitätsentwicklung, Presse und Information sowie Persönlicher Referent des Präsidenten der Universität Bayreuth. 1979 wechselte er als Referatsleiter zunächst zur Deutschen Forschungsgemeinschaft (DFG) in Bonn (bis 1984) und anschließend zur Geschäftsstelle des Wissenschaftsrates in Köln.
Von 1990 bis Anfang 2000 war Lange Generalsekretär der Hochschulrektorenkonferenz und in dieser Zeit in wissenschaftspolitischen Gremien vertreten (u. a. 1993/1994 im Gründungsausschuss der Universität Erfurt, 1995 bis 2000 im Präsidium der Confederation of European Union Rectors’ Conferences, 1998/1999 in der „Gemischten Kommission Lehrerbildung“ der KMK, 1999/2000 im „Expertenrat im Qualitätspakt“ für die Hochschulentwicklung in Nordrhein-Westfalen).
Im Januar 2000 wurde Lange Staatssekretär für Wissenschaft und Forschung in der Senatsverwaltung für Wissenschaft, Forschung und Kultur des Landes Berlin und bekleidete diese Funktion bis zum Regierungswechsel im Juni 2001. Anschließend war er vorübergehend als Berater u. a. für das Centrum für Hochschulentwicklung (CHE) und für die Regierung Serbiens tätig. Von 2002 bis Anfang 2003 leitete er die Abteilung „Ressortkoordinierung“ in der Thüringer Staatskanzlei in Erfurt, bevor er am 4. März 2003 zum Staatssekretär im Niedersächsischen Ministerium für Wissenschaft und Kultur berufen wurde.
Lange ist Mitglied in den Stiftungsräten der Georg-August-Universität Göttingen und des Instituts für Zeitgeschichte München, im Senat des Deutschen Zentrums für Luft- und Raumfahrt (DLR) sowie Vertreter Niedersachsens im Hörfunkrat von Deutschlandradio; seit 2006 auch Mitglied des Programmausschusses. Seit August 2008 ist er außerdem Mitglied des Kuratoriums der Stiftung Haus der Geschichte.
Im Mai 2013 wurde Lange zum Vorsitzenden des Universitätsrates der Universität Jena gewählt (als Nachfolger von Bernhard Vogel) und führte dieses Amt bis zum Ende der Legislatur 2017. Seit Juli 2014 ist er stellvertretender Vorsitzender des Hochschulrates der Universität Leipzig. Seit 2019 ist er Vorsitzender des Hochschulrates der Universität Vechta. Er ist Mitglied des Universitätsrats der Universität Regensburg. Seit 1. Januar 2017 ist Lange Vorsitzender des Rates für deutsche Rechtschreibung. Er wurde im Dezember 2023 einstimmig für eine zweite Amtsperiode wiedergewählt, die am 1. Januar 2024 beginnt und sechs Jahre dauert.
Lange ist Mitglied der CSU.

## Ehrungen
Am 6. März 2014 wurde Josef Lange für seine Verdienste um die Zusammenarbeit zwischen Kirche und Bildungspolitik und als Berater der Deutschen Bischofskonferenz das Großkreuz des päpstlichen Gregoriusordens verliehen.